# 2021年3·15晚会
2021年3·15晚会是2021年中央广播电视总台3·15晚会，2021年3月15日晚上8时在央视财经频道、央视财经客户端和央广经济之声播出。今年3·15晚会的主题是：提振消费，从心开始。

## 提到的问题
- 科勒卫浴、宝马、Max Mara等20多家知名商店安装人脸识别摄像头，非法捕捉消费者的人脸信息。
- 智联招聘、前程无忧和猎聘上的个人简历流向黑市。
- 清理类软件非法收集老人手机上的个人信息。
- UC浏览器和360浏览器投放虚假医疗广告。
- 河北省青县饲养羊过程添加瘦肉精。
- 上万吨质量不合格翻新钢筋流入工地。
- 手表小病大修。
- 福特汽车在有安全问题的情况下卖给消费者。
- 英菲尼迪因为自身的质量问题，强迫消费者签“封口协议”。[2]